# Cleopatra Borel
Cleopatra Borel (divorziata Brown; Plaisance, 3 ottobre 1979) è una pesista trinidadiana.

## Record nazionali
- Getto del peso 19,42 m ( Parigi, 8 luglio 2011)
- Getto del peso indoor 19,48 m ( Blacksburg, 14 febbraio 2004)

## Palmarès
| Anno | Manifestazione      | Sede           | Evento         | Risultato | Misura  | Note                                     |
| ---- | ------------------- | -------------- | -------------- | --------- | ------- | ---------------------------------------- |
| 2002 | Commonwealth        | Manchester     | Getto del peso | 4ª        | 16,27 m |                                          |
| 2003 | Giochi panamericani | Santo Domingo  | Getto del peso | 6ª        | 17,23 m |                                          |
| 2004 | Mondiali indoor     | Budapest       | Getto del peso | 11ª       | 18,19 m |                                          |
| 2004 | Olimpiadi           | Atene          | Getto del peso | 9ª        | 18,35 m | [ 1 ]                                    |
| 2005 | Mondiali            | Helsinki       | Getto del peso | 17ª       | 17,31 m |                                          |
| 2006 | Mondiali indoor     | Mosca          | Getto del peso | 8ª        | 18,19 m |                                          |
| 2006 | Commonwealth        | Melbourne      | Getto del peso | Bronzo    | 17,87 m |                                          |
| 2007 | Campionati NACAC    | San Salvador   | Getto del peso | Oro       | 17,53 m |                                          |
| 2007 | Giochi panamericani | Rio de Janeiro | Getto del peso | Bronzo    | 18,22 m |                                          |
| 2007 | Mondiali            | Osaka          | Getto del peso | 18ª       | 17,29 m |                                          |
| 2008 | Mondiali indoor     | Valencia       | Getto del peso | 7ª        | 18,47 m |                                          |
| 2008 | Campionati CAC      | Cali           | Getto del peso | Oro       | 18,39 m |                                          |
| 2008 | Olimpiadi           | Pechino        | Getto del peso | 17ª       | 17,96 m |                                          |
| 2009 | Campionati CAC      | L'Avana        | Getto del peso | Bronzo    | 17,98 m |                                          |
| 2009 | Mondiali            | Berlino        | Getto del peso | 12ª (q)   | 17,99 m |                                          |
| 2010 | Mondiali indoor     | Doha           | Getto del peso | 11ª       | 18,31 m |                                          |
| 2010 | Giochi CAC          | Mayagüez       | Getto del peso | Oro       | 18,76 m |                                          |
| 2010 | Commonwealth        | Delhi          | Getto del peso | Argento   | 19,03 m |                                          |
| 2011 | Campionati CAC      | Mayagüez       | Getto del peso | Oro       | 19,00 m |                                          |
| 2011 | Mondiali            | Taegu          | Getto del peso | 11ª       | 17,62 m |                                          |
| 2011 | Giochi panamericani | Guadalajara    | Getto del peso | Argento   | 18,46 m |                                          |
| 2012 | Olimpiadi           | Londra         | Getto del peso | 11ª       | 18,36 m |                                          |
| 2013 | Campionati CAC      | Morelia        | Getto del peso | Oro       | 17,56 m |                                          |
| 2013 | Mondiali            | Mosca          | Getto del peso | 14ª (q)   | 17,84 m | Miglior prestazione personale stagionale |
| 2014 | Commonwealth        | Glasgow        | Getto del peso | Argento   | 18,57 m |                                          |
| 2014 | Giochi CAC          | Veracruz       | Getto del peso | Oro       | 18,99 m |                                          |
| 2015 | Giochi panamericani | Toronto        | Getto del peso | Oro       | 18,67 m |                                          |
| 2015 | Mondiali            | Pechino        | Getto del peso | 12ª       | 17,43 m |                                          |
| 2016 | Mondiali indoor     | Portland       | Getto del peso | 4ª        | 18,38 m | Miglior prestazione personale stagionale |
| 2016 | Olimpiadi           | Rio de Janeiro | Getto del peso | 7ª        | 18,37 m |                                          |
| 2018 | Mondiali indoor     | Birmingham     | Getto del peso | 9ª        | 17,80 m |                                          |
| 2018 | Commonwealth        | Gold Coast     | Getto del peso | 4ª        | 18,05 m |                                          |
| 2018 | Giochi CAC          | Barranquilla   | Getto del peso | Oro       | 18,14 m |                                          |
| 2018 | Campionati NACAC    | Toronto        | Getto del peso | Argento   | 17,83 m |                                          |
| 2019 | Giochi panamericani | Lima           | Getto del peso | 8ª        | 17,37 m |                                          |

## Altre competizioni internazionali
2014
- 5ª in Coppa continentale ( Marrakech), getto del peso - 18,68 m